# Nádorkert
A Nádorkert (egybeírva) Budapest egyik városrésze a XI. kerületben a Lágymányosi-öböl partján.

## Története
Eredetileg a Téténybe vezető postaút mellett, a volt puskaporos torony (Budafoki út 78.) közelében elterülő, körülbelül 90 holdnyi ingatlan neve volt, amit 1799-ben Batthyány József hercegprímás ajándékozott József nádornak hitbizományként.
Kapubálványán egy latin felirat volt olvasható: "O beata Solitudo - 1793 - O sola Beatitudo" (Ó boldog egyedüllét, ó egyedüli boldogság).
A 18. században híres volt a benne rendezett mulatságokról, a telke idővel beépült. A 19. század elején, a Duna partján létesített új zöldfelületként készült el a Nádor kert reprezentatív
parkja, mely fénykorában nevezetes szabadtéri rendezvények színhelyéül szolgált. 1910-ben ide akarták áthelyezni az egyetemi Botanikus Kertet.
A városrész ma az Összekötő vasúti híd – Dombóvári út - Budafoki út – Hengermalom utca és a Lágymányosi-öböl által közrefogott terület. Egészen a közelmúltig csak ipari területnek használták. Itt épült fel 1911-ben a Budai Hengermalom és kezdte el a termelést 1914-ben a Kelenföldi Erőmű. 1908-tól kezdve épültek ki az erőműhöz kapcsolódóan a tüzelőanyag vasúti szállítására használt iparvágányok, amelyek a Vízpart utcánál, a Lágymányosi öböl partján futottak és az 1997-ig használt egykori Andor utcai vontatóvágányhoz csatlakoztak. Továbbá még kisebb telephelyek, raktárak üzemeltek, ezeket a Hauszmann Alajos utca és a Dombóvári út között az 1990-es években lebontották, parlagon hagyva a Dombóvári úti sávot. Az erőmű 1977-ben állt át szénről pakurára, majd 1995-től földgáz tüzelésre. A funkció nélkül maradt vasúti vágányokat 2003-ban bontották el, a Lágymányosi-öböl és a Kopaszi-gát környékének 2004-2006 közötti felújítása előtt. A tartalék fűtőolaj tárolására szolgáló tartályok átkerültek az erőmű területére. A Budafoki út mentén az erőmű sportpályája sokáig megmaradt. A Budapesti Elektromos Művek Kelenföldi alállomása és a Magyar Telekom parkolója üzemelt a legtovább.
A 2001-es népszámlálás idején lakóház még nem állt itt, ezért ekkor még kvázi "lakatlan" volt, a 2011-es népszámlálás adatai azonban még nem kerültek publikálásra.

## BudaPart

### Tervek
Az öböl szomszédságában, Nádorkerten BudaPart projekt néven (azaz a Kopaszi-gát – Dombóvári út – Budafoki út – Hengermalom utca által határolt Nádorkerten), a vízfelülettel együtt 56 hektárnyi területen) tervezett fejlesztések két ütemre bomlanak.
Az „A” ütem az öbölhöz közeli 20 hektáros terület fejlesztését jelenti, ahová szabadidős és idegenforgalmi fejlesztéseket (vízi élménypark, wellness szálloda, jégcsarnok) terveznek, míg a megújuló gáton éttermek, kulturális és művészeti helyszínek jönnek létre. Az öbölben homokos strand, sportpályák, vízi színpad, jachtkikötő és a két part között gyalogoshíd létesül.
A „B” ütem 25 hektáros területén főként irodák, lakóépületek épülnek a tervek szerint. A Budafoki út menti irodaépületek fejlesztése a tervek szerint 2009 őszén kezdődött volna. A projekt építkezései 2018-ban indultak be. Azóta Nádorkert beépítettsége zsúfolt képet mutat.

### Eddig megvalósult beruházások
2017 első felében kezdődött el a BudaPart városnegyed fejlesztése. A tervek szerint a lakó- és irodaépületek, valamint az épülő toronyház mellett további zöldfelületekkel gazdagodik az öböl környezete. A beruházó szerint az építkezés az öböl közkedvelt parkját semmilyen módon nem érintette, de az ingatlantervekben szereplő és 2018-2022 között felhúzott Mol Campus tornya miatt sokan féltették már kiépült parkot.

## Közlekedés
A Körvasúttól északra az 1992-1995 között felépült Rákóczi hídon 1996-ban indult meg a 103-as busz. Forgalmát 2015-ben vette át a Közvágóhídtól meghosszabbított 1-es villamos, amely az Infopark megállóval, a 2019 óta az Újbuda-központtól meghosszabbított 154-es és 2022-től pedig a Keleti pályaudvar és a belváros irányából újraindított 107-es autóbuszjáratnak, a Körvasút déli oldalán haladó Dombóvári úton kijelölt BudaPark nevű megállójával együtt érinti a gyorsan fejlődő városrészt. A tervek szerint Nádorkert megállóhely néven vasúti kapcsolat is épül majd.